# Избербаш
Изберба́ш (кум. Избербаш,дарг. Избир, лезг. Избербаш) — город на юге России, в Республике Дагестан.
Город республиканского значения, образует муниципальное образование город Избербаш со статусом городского округа как единственный населённый пункт в его составе.

## Этимология
Современный Избербаш возник рядом с нефтяными месторождениями у станции и посёлка Избербаш. Название посёлка дано по горе Избербаш, которая переводится с кумыкского языка как След на вершине горы: вершина напоминает профиль Александра Пушкина.

## Географическое положение

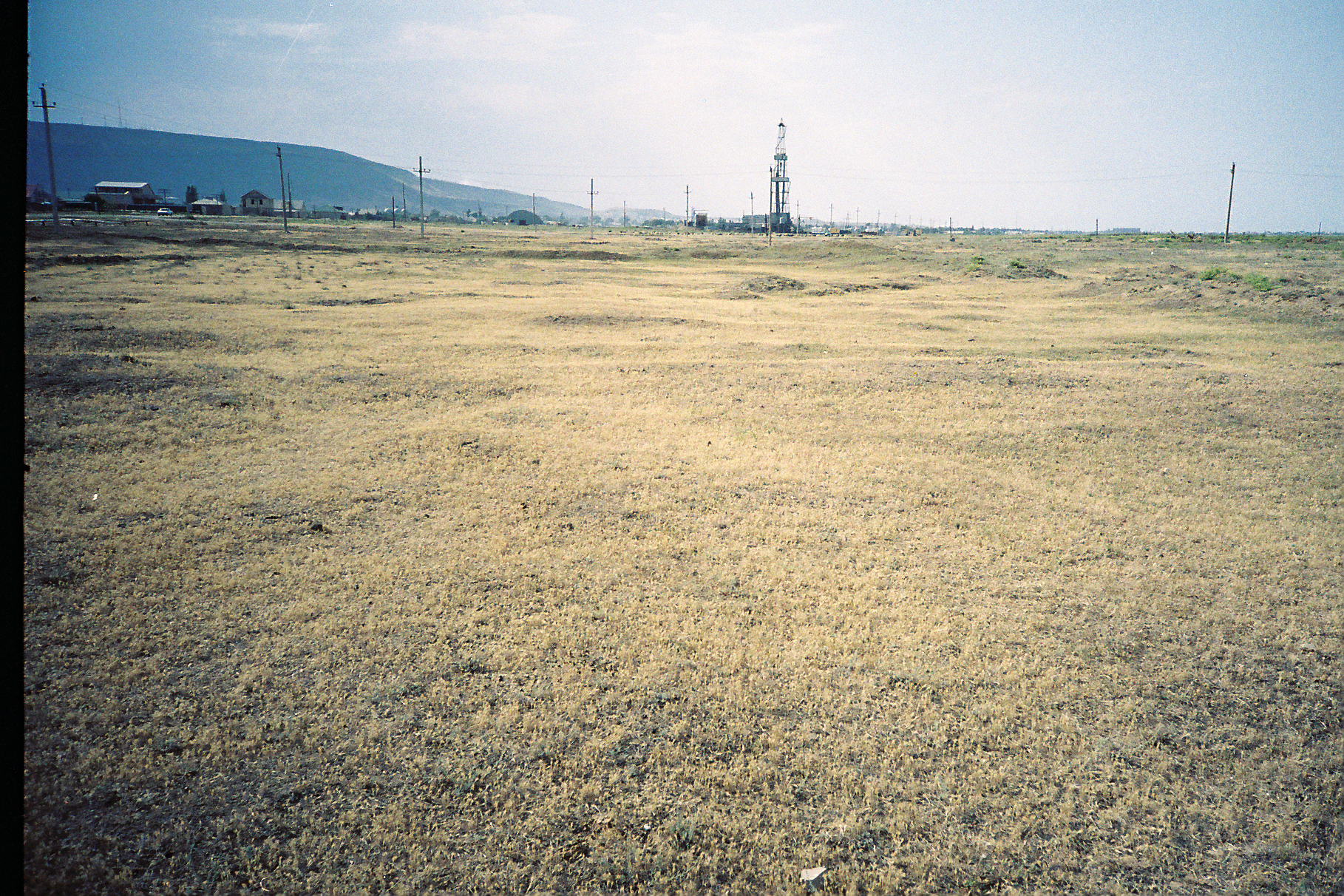

Город возник в связи с разработкой нефтяных месторождений на шельфе Каспийского моря и расположен на его берегу в 65 км к югу от Махачкалы. Город расположен на Прикаспийской низменности и вытянут с северо-запада на юго-восток вдоль береговой линии Каспийского моря более чем на 10 км. С севера и запада долина, в которой лежит город, окаймлена невысокими цепями предгорий Большого Кавказа. Над городом возвышается гора Избербаш, известная также под названием Пушкин-Тау, обнаруживающая следы ветровой эрозии.
Расстояние от Москвы по железной дороге — 2145 км. Расстояние до поста Самур на границе с Азербайджаном — 125 км, до Баку — 329 км.

## Климат
Климат Избербаша — переходный от умеренного семиаридного к субтропическому сухому. На климат сильно влияет Каспийское море, благодаря чему осень долгая и тёплая, а весна приходит с задержкой. Зима мягкая, снег держится всего две недели в году, самым холодным месяцем обычно является февраль. Море не замерзает (средняя температура поверхности воды в феврале здесь составляет +3,5 °C), однако ветра пригоняют к берегам льдины из северного Каспия, особенно многочисленные в суровые зимы. Лето длительное и жаркое.
Среднегодовая температура в Избербаше положительна: +12,8 °C, средняя максимальная температура составляет: +16,9 °C. Среднемесячная температура января +0,8 °C (минимум —17 °C), среднемесячная температура июля +25,0 °C (максимальная +38,6 °C). Продолжительность тёплого периода — 270 дней. Осадков в среднем 260 мм в год; самый дождливый месяц — октябрь (46 мм). Среднегодовая относительная влажность воздуха — 69,5 %, средняя скорость ветра — 5,0 м/с.
В 1952 в городе появилась своя гидрометеостанция, которую организовал уроженец Керчи Григорий Григорьевич Хейлик.

## Рекреационная инфраструктура
Главный пляж Избербаша, протяжённостью около 3 километров и шириной 200 метров, расположен в конце улицы Ушакова. Местный песок имеет мелкозернистую структуру, местами смешанный с ракушками. Природные каменные гряды выполняют функцию естественных волнорезов и довольно хорошо защищают пляжи от нагонных волн.
В районе Избербаша обычно не бывает штормов и ураганов. Глубина моря также понижается постепенно: море достигает глубины в 1,5 м примерно в 70 метрах от береговой линии. Летом вода на поверхности прогревается в среднем до +24,5 °C. Солёность воды невелика (варьирует в среднем от 11 ‰ в феврале до 12,5 ‰ в августе).

## История
О наличии нефти в районе города стало известно ещё в 1920-х годах. Первый современный посёлок рабочих здесь возник в 1931 году. В 1935 году здесь начали разрабатываться первые крупные нефтяные скважины.
В 1947 году в Избербаше впервые в мире был использован комплексный метод по добыче нефти из-под морского дна при помощи строительства эстакад и бурения наклонных скважин с берега.
28 июня 1949 года Избербаш получил статус города.
12 сентября 1957 года в Избербаш был перенесён центр Каякентского района.
В 2005 году Избербаш занял первое место по итогам конкурса «Самый благоустроенный город России» в категории городов с населением до 100 тысяч жителей.

## Население
Избербаш относится к молодым быстрорастущим городам республики Дагестан.
| 1939    | 1959    | 1967    | 1970    | 1979    | 1989    | 1992    | 1996    | 1998    | 2000    |
| ------- | ------- | ------- | ------- | ------- | ------- | ------- | ------- | ------- | ------- |
| 4688    | ↗11 187 | ↗17 000 | ↗17 299 | ↗21 333 | ↗28 122 | ↗31 700 | ↗35 300 | →35 300 | ↗36 200 |
| 2001    | 2002    | 2003    | 2005    | 2006    | 2007    | 2008    | 2009    | 2010    | 2011    |
| ↗36 500 | ↗39 365 | ↗39 400 | ↗40 600 | ↗41 200 | ↗41 800 | ↗50 800 | ↗51 246 | ↗55 646 | ↘55 600 |
| 2012    | 2013    | 2014    | 2015    | 2016    | 2017    | 2018    | 2019    | 2020    | 2021    |
| ↗55 919 | ↗55 988 | ↗56 322 | ↗56 914 | ↗57 511 | ↗58 147 | ↗58 690 | ↗59 494 | ↗60 453 | ↘55 996 |
| 2023    | 2024    | 2025    |         |         |         |         |         |         |         |
| ↗57 365 | ↗58 322 | ↗59 275 |         |         |         |         |         |         |         |

На 1 января 2025 года по численности населения город находился на 270-м месте из 1124 городов Российской Федерации.
Согласно прогнозу Минэкономразвития России, численность населения городского округа г. Избербаш будет составлять:
- 2024 — 63,05 тыс. чел.
- 2035 — 71,36 тыс. чел.

Национальный состав
По данным Всероссийской переписи населения 2021 года
| Народ                       | Численность, чел. | Доля от всего населения, % |
| --------------------------- | ----------------- | -------------------------- |
| даргинцы                    | 36 734            | 65,60 %                    |
| кумыки                      | 8 740             | 15,61 %                    |
| лезгины                     | 5 548             | 9,91 %                     |
| аварцы                      | 1 429             | 2,55 %                     |
| русские                     | 1 147             | 2,05 %                     |
| лакцы                       | 948               | 1,69 %                     |
| другие                      | 1 011             | 1,81 %                     |
| не указавшие национальность | 439               | 0,78 %                     |
| Всего                       | 55 996            | 100,0 %                    |

## Управление
Деления на районы по состоянию на 2016 год не имеет. Однако в пределах городской черты на западе города выделяется исторический центр с генеральным планом застройки советского периода, а также ряд районов частной застройки без генплана.

## Местное самоуправление
Председатель собрания депутатов
- с 2008 года — Сулейманов Абдулмеджид Валибагандович
- — Багомедов И. А.

Глава администрации:
- 1975—1997 — Азизов Гусейн Азизович
- 1990—1997 — Сулейманов, Сулейман Гаджиевич
- 1997—2007 — Сулейманов, Магомед Валибагандович
- 2007—2008 — Сулейманов Абдулмеджид Валибагандович
- 2013—2015 — Магомедов Амир Раджабович.
- 2015—2018 — Сулейманов Абдулмеджид Валибагандович
- 2019—2024 — Исаков Магомед Курбанкадиевич
- 2024—н.в. — Бакаев Расул Абдулмуслимович

## Транспорт
В городе действует железнодорожная станция Избербаш. Пригородные поезда следуют из Махачкалы в Дербент. Курсируют поезда дальнего следования.
По городу курсируют автобусы № 3, 4 от ЖДВ до ДагЗЭТО.
В 37 км находится международный аэропорт Махачкала.

## Экономика
Город имеет развитую промышленность. Первым крупным промышленным предприятием города стал завод электротермического оборудования «ДагЗЭТО».
Со временем были введены в строй:
- радиозавод имени Плешакова П. С.
- «Швейная фабрика имени И. Шамиля»
- «Избербашнефть», Добыча остаточной нефти
- завод фильтрующего оборудования
- ГУП «Типография № 6»
- кондитерская фабрика «Дагинтерн»
- кондитерская фабрика «Евроконд»
- «Избербашский гормолзавод»
- «Избербашский хлебозавод»
- производство нектаров и соков «Новопак»
- ЗАО «Винно-коньячный завод „Избербашский“»
- рекреация на базе морского побережья

## Культура
- Городской дворец культуры имени К. М. Алескерова
- Даргинский драматический театр имени О. Батырая
- Спортивная база имени А. Алиева
- Избербашский краеведческий музей
- ГБПОУ РД «Профессионально-педагогический колледж имени М. М. Меджидова», г. Избербаш

## Фотогалерея

Виды города
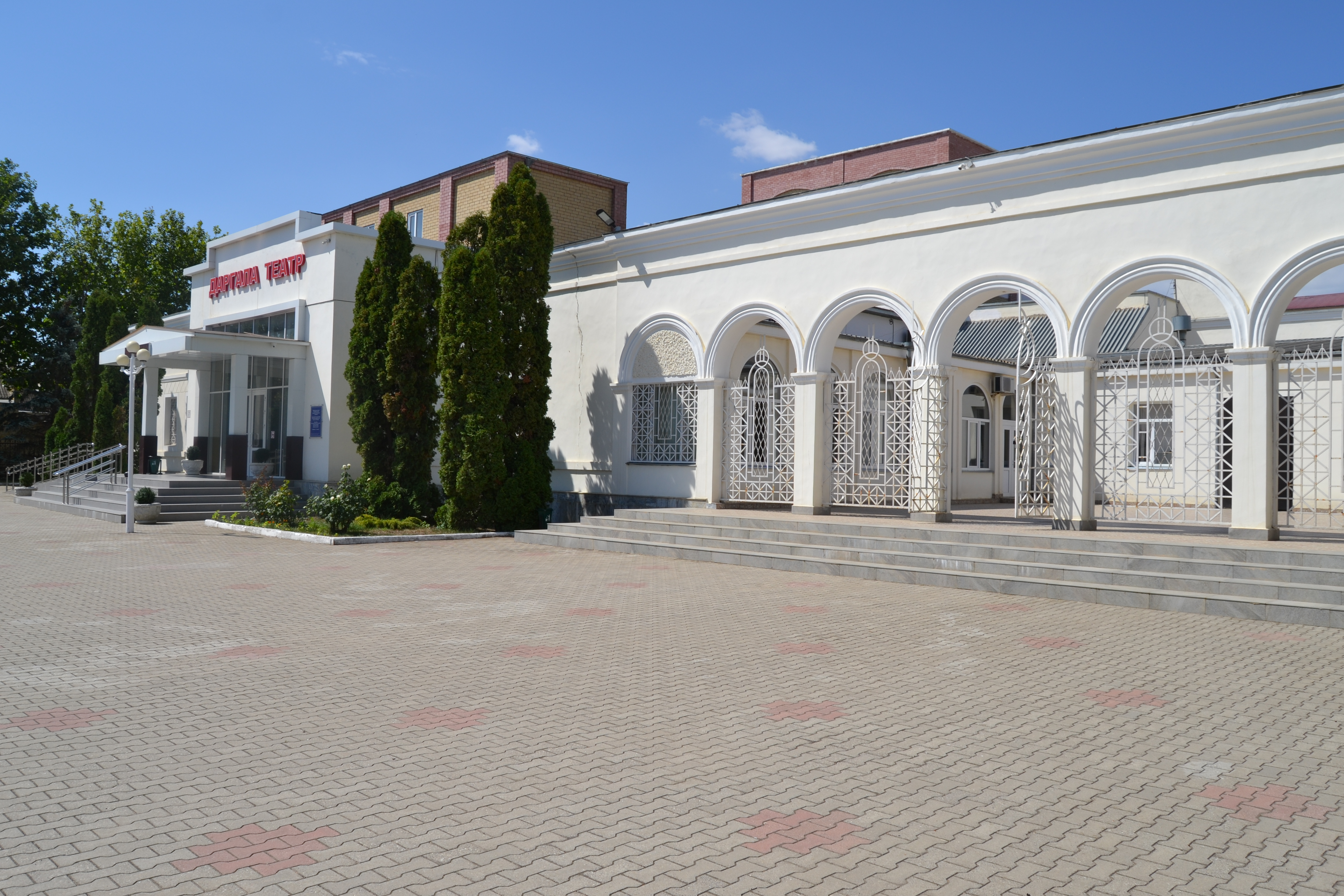
Даргинский театр
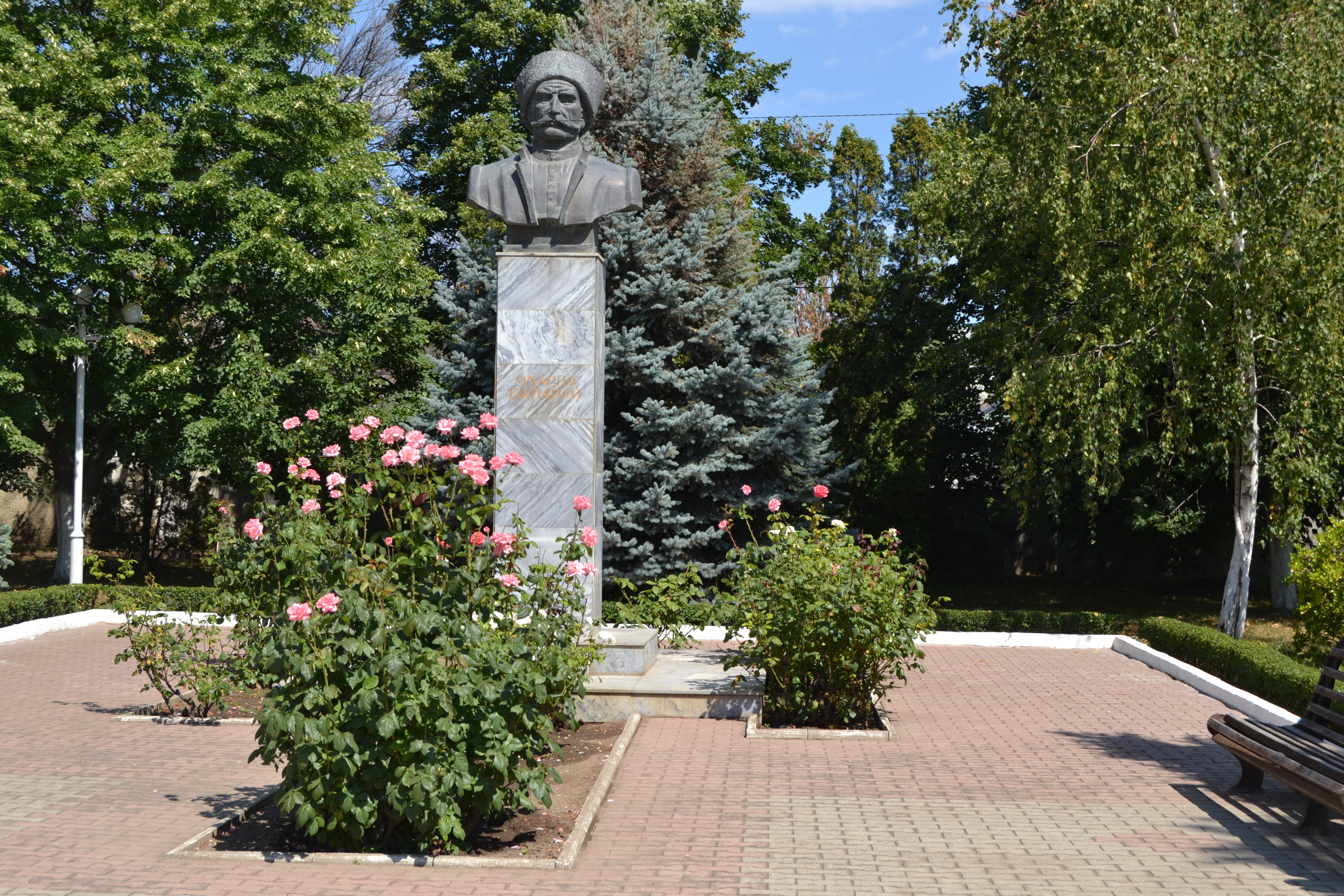
Бюст Омарла Батырай
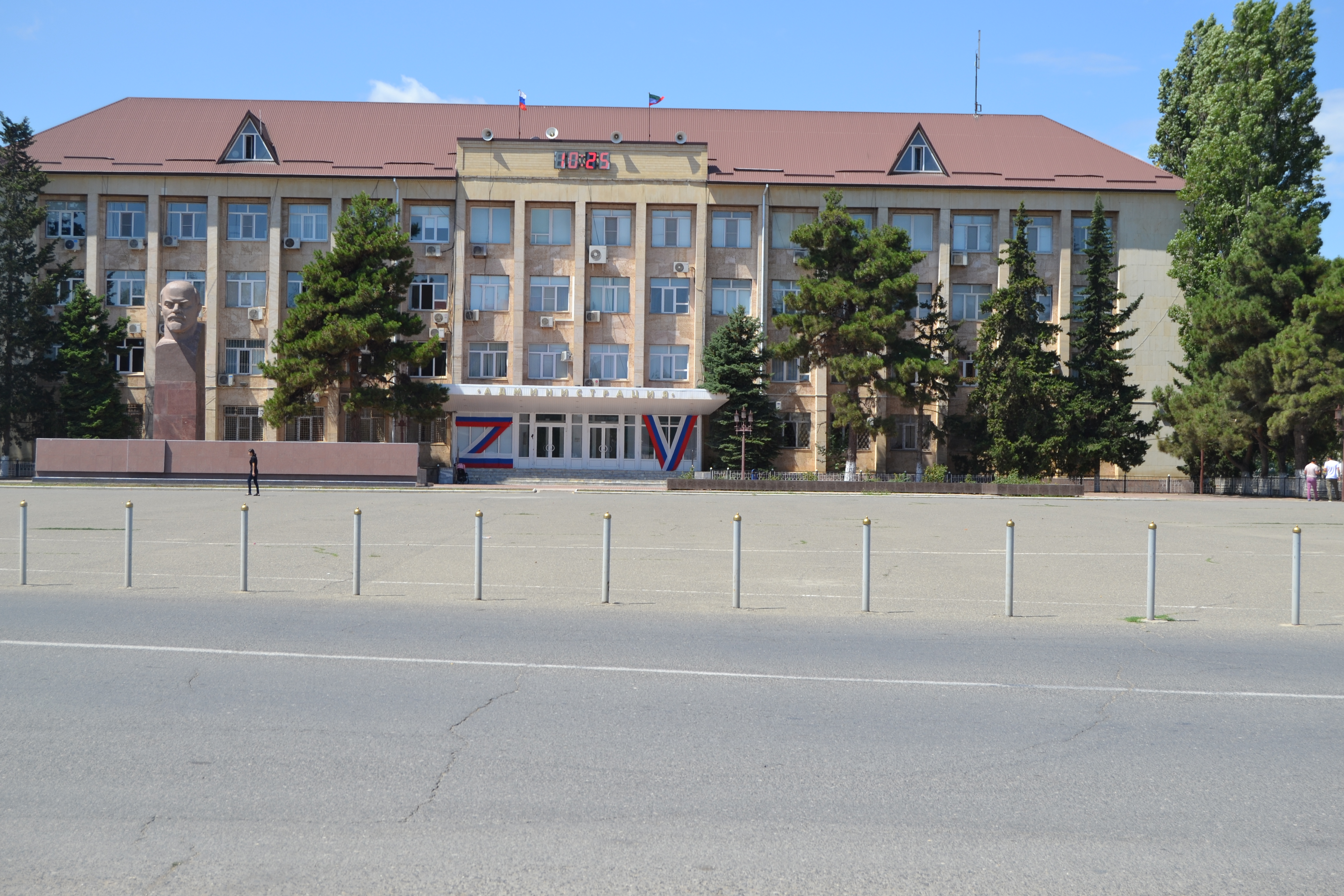
Здание администрации
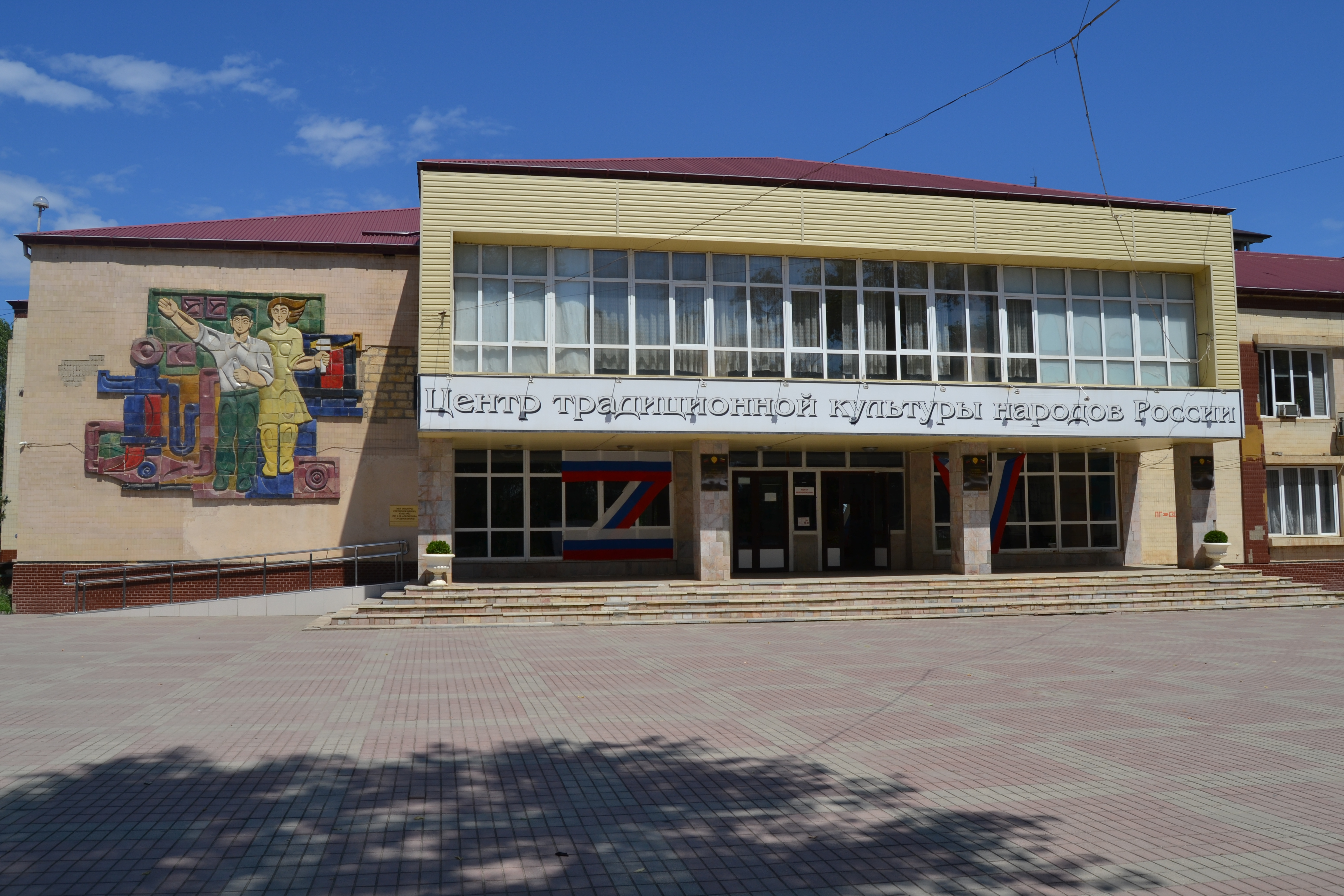
Центр национальных культур

Виды города
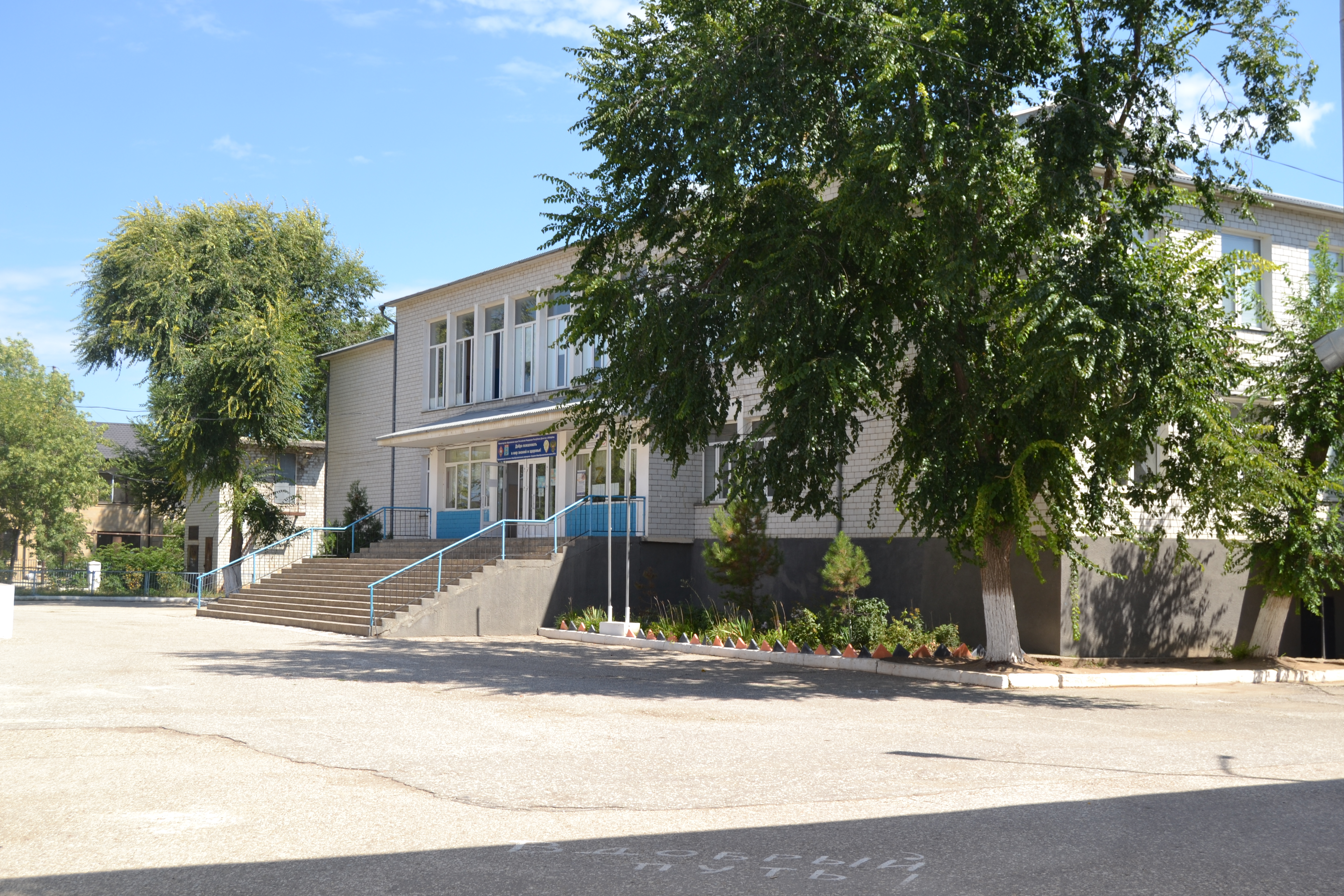
Школа № 1
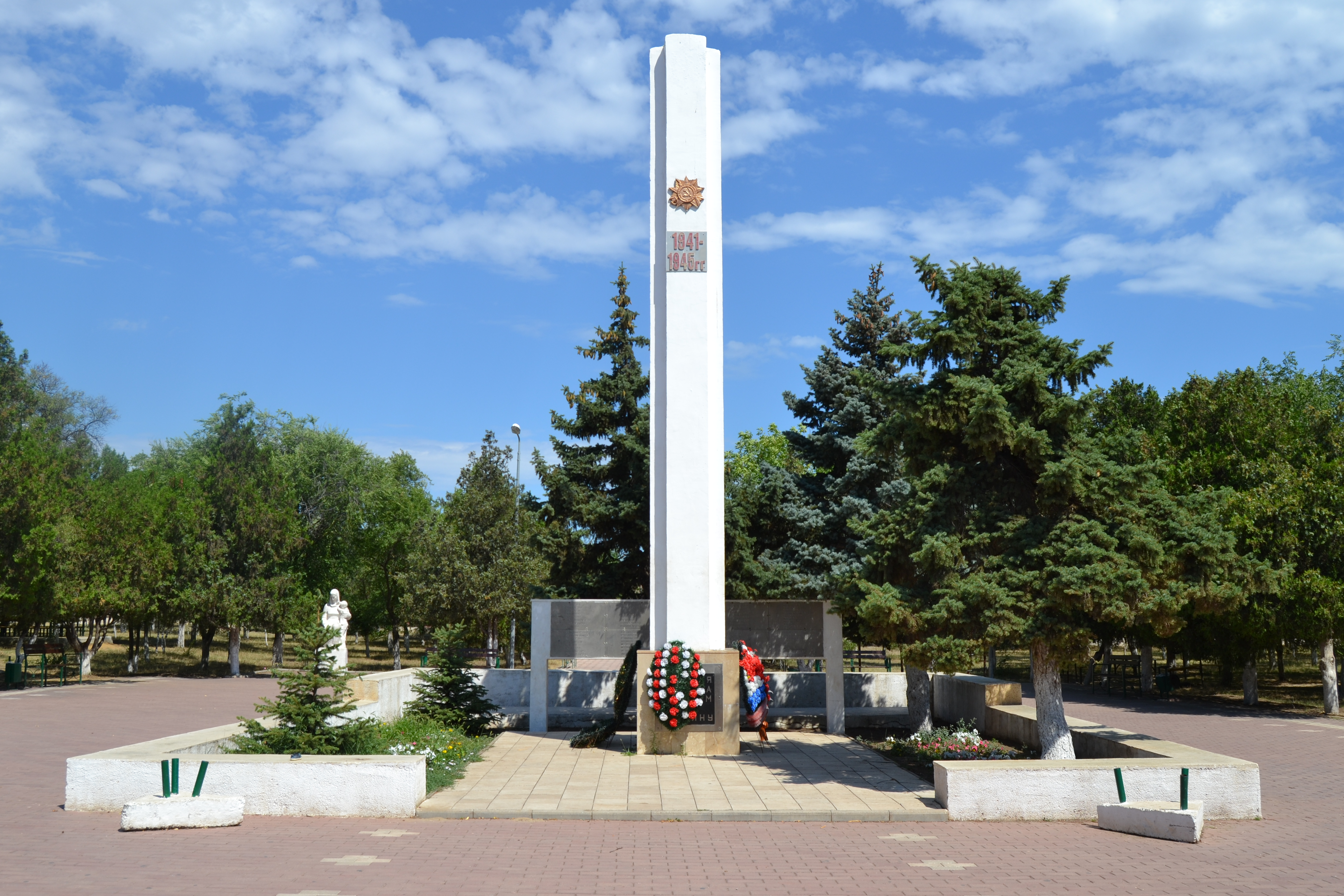
Памятник погибшим в госпиталях
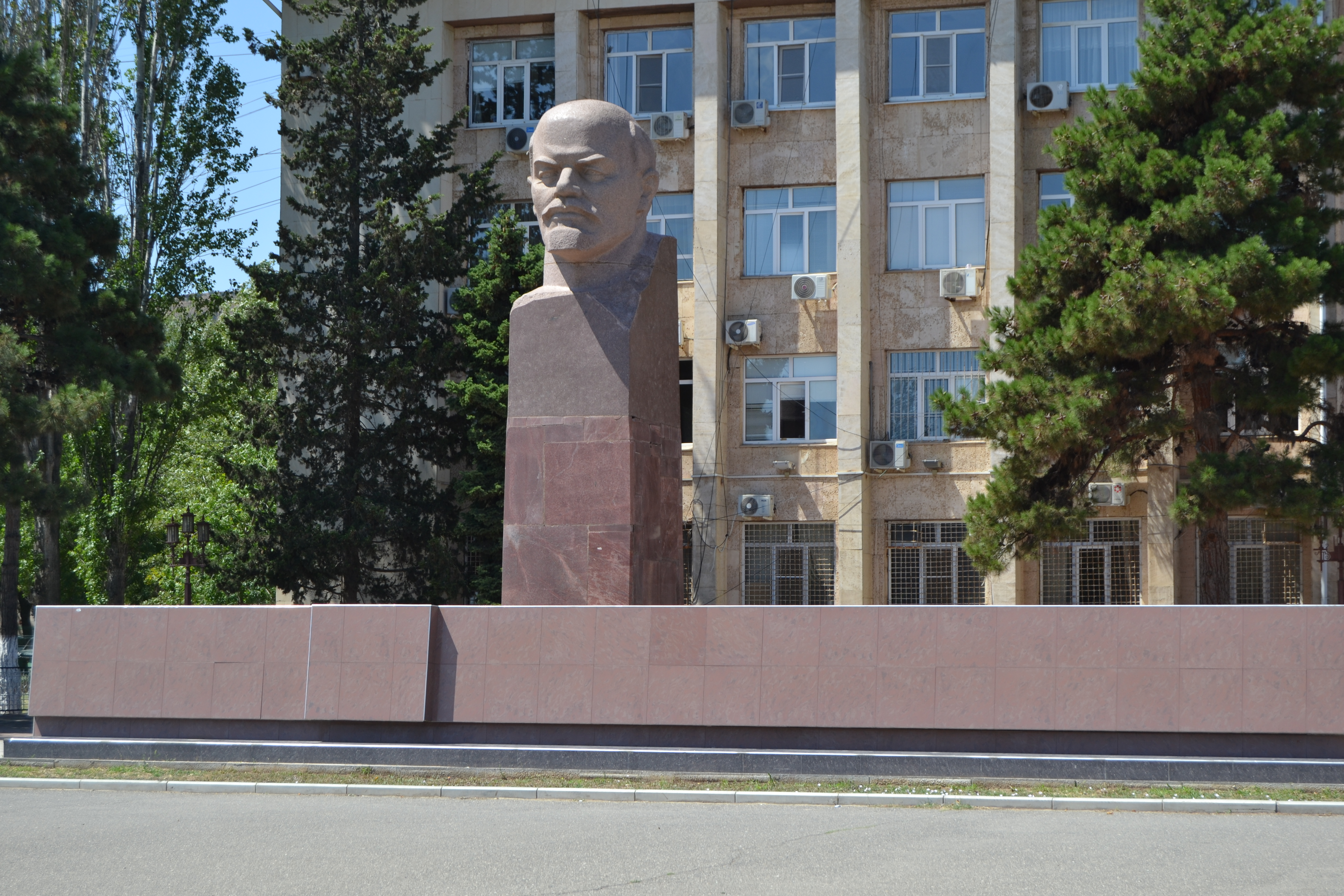
Памятник В. Ленину
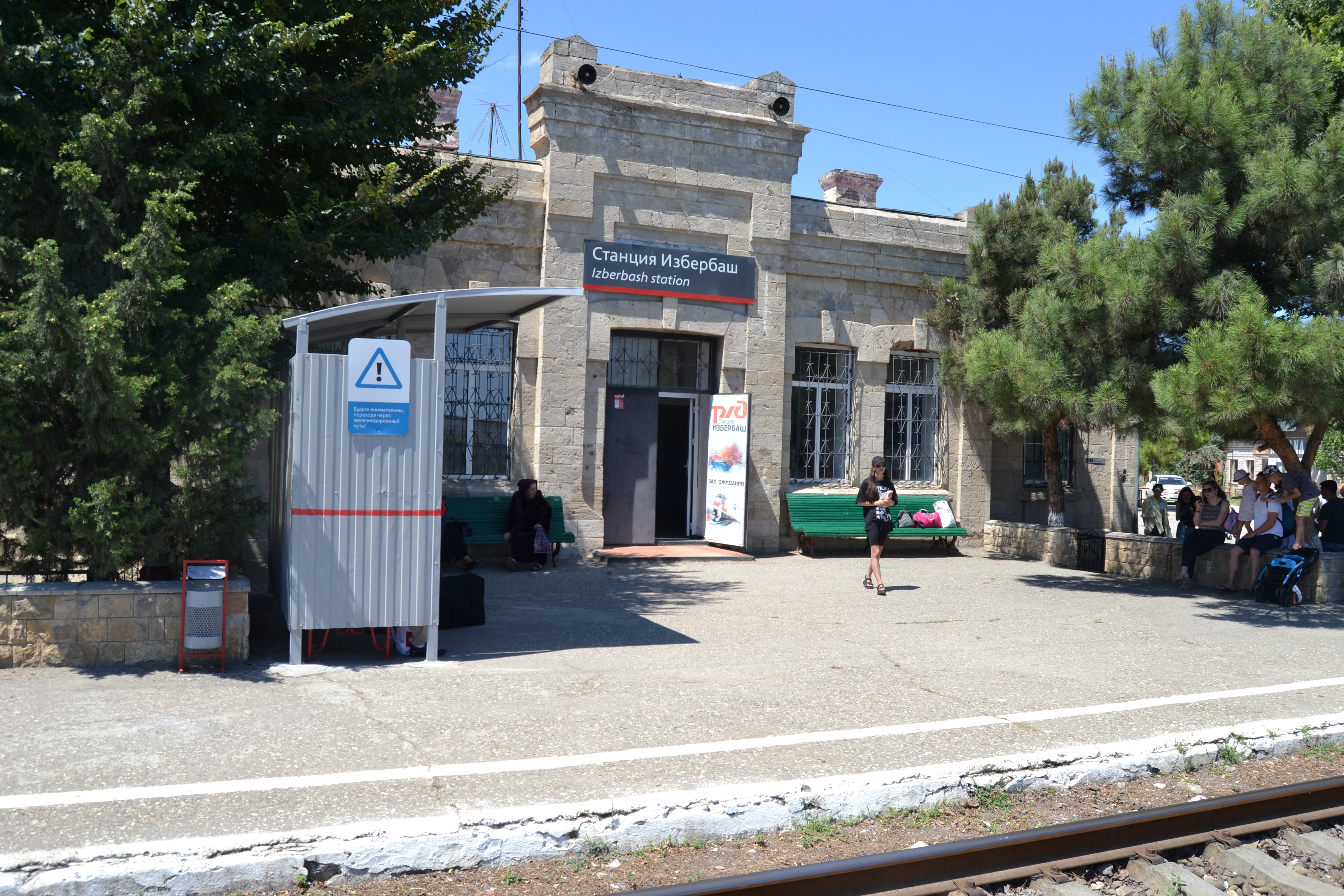
Железнодорожный вокзал